# Anna Wassiljewna Dankowzewa
Anna Wassiljewna Dankowzewa (russisch Анна Васильевна Данковцева);  ist eine russische Kinder- und Jugendbuchautorin.
Anna Dankowzewa verbrachte ihre Kindheit mit ihrer Familie in Weimar. Sie studierte in Moskau Informatik und schloss eine Theaterschule ab. Die Leidenschaft für das Theater blieb. Nach der Arbeit im Theater war sie als Kinderbuch-Lektorin tätig. 1995 erschienen ihre ersten Bücher. Vorerst schrieb sie Abenteuerromane und populärwissenschaftliche Bücher für Kinder. Später begann sie auch für Jugendliche und Erwachsene zu schreiben. Von 1996 bis 1998 arbeitete sie als Kinderbuchlektorin und als freie Mitarbeiterin für verschiedene Magazine. Von 1998 bis 2002 war sie Internet-Redakteurin bei „Radio Liberty“ in Moskau.

## Werke
- So helle Augen, Diogenes, 2001, ISBN 3-257-06284-2
- Die Stadt mit dem blauen Tor, Diogenes, 2003, ISBN 3-257-06379-2
- Tanja und der Magier, Diogenes, 2004, ISBN 3-257-01105-9
- Ein Haus am Meer, Diogenes, 2004, ISBN 3-257-06339-3